# Diferente (álbum)
Diferente es el álbum debut del grupo Triple Seven.
Es el primer y último álbum con Mr. Sabio en la formación del grupo y cuenta con la participación de Funky y Sir Bori.

## Lista de canciones
| N.º | Título                    | Duración |  |
| 1.  | «Intro» (con Funky)       | 1:07     |  |
| 2.  | «Diferente»               | 3:22     |  |
| 3.  | «La Esquina (Interlude)»  | 0:53     |  |
| 4.  | «Despierta»               | 4:35     |  |
| 5.  | «Respeto» (con Sir Bori)  | 3:56     |  |
| 6.  | «La Fama» (con Funky)     | 4:48     |  |
| 7.  | «Guerreando»              | 3:37     |  |
| 8.  | «Amor Amor»               | 3:15     |  |
| 9.  | «El Camino» (con Funky)   | 3:18     |  |
| 10. | «Jesús (Interlude)»       | 0:54     |  |
| 11. | «No Me Juzge»             | 2:46     |  |
| 12. | «Outro Beat»              | 2:15     |  |
| 13. | «Mix (Bonus Track)»       | 2:56     |  |
| 14. | «Mi Salida (Bonus Track)» | 3:05     |  |